# Ichibu to zenbu/DIVE
Ichibu to zenbu/DIVE (jap. イチブトゼンブ/DIVE) – czterdziesty szósty singel japońskiego zespołu B’z, wydany 5 sierpnia 2008 roku. Osiągnął 1 pozycję w rankingu Oricon i pozostał na liście przez 24 tygodni, sprzedał się w nakładzie 379 602 egzemplarzy. Singel zdobył status platynowej płyty.
Utwór Ichibu to zenbu został wykorzystany jako piosenka przewodnia TV dramy Buzzer Beat, a DIVE użyto w reklamie auta Suzuki Swift.

## Lista utworów
| Nr | Tytuł                                   | Czas |
| -- | --------------------------------------- | ---- |
| 1. | „Ichibu to zenbu” (jap. イチブトゼンブ) | 4:12 |
| 2. | „DIVE”                                  | 3:18 |
| 3. | „National Holiday”                      | 3:14 |

## Muzycy
- Tak Matsumoto: gitara, kompozycja i aranżacja utworów
- Kōshi Inaba: wokal, teksty utworów, aranżacja
- Chad Smith: perkusja (#1-2)
- Jeremy Colson: perkusja (#3)
- Juan Alderete: gitara basowa (#1-2)
- Masuda Takanori: organy (#2)
- Sean Hurley: gitara basowa (#3)
- Terachi Hideyuki: aranżacja
- Daisuke Ikeda: aranżacja (#3)

## Notowania
| Lista                        | Pozycja |
| ---------------------------- | ------- |
| Oricon Weekly Singles Chart  | 1       |
| Oricon Monthly Singles Chart | 1       |
| Oricon Yearly Singles Chart  | 6       |
| iTunes (2009)                | 5       |
| Billboard Japan Hot 100      | 1       |
| Billboard JAPAN (2009)       | 1       |

## Certyfikaty
| Kategoria certyfikatu                 | Certyfikat         |
| ------------------------------------- | ------------------ |
| RIAJ (CD)                             | platynowa płyta    |
| RIAJ (ringtone; Ichibu to zenbu)      | Milion             |
| RIAJ (full ringtone; Ichibu to zenbu) | 3× platynowa płyta |
| RIAJ (PC download; Ichibu to zenbu)   | platynowa płyta    |
| RIAJ (full ringtone; DIVE)            | złota płyta        |